# AG Insurance-Soudal Team/Saison 2025
Diese Liste beschreibt die Mannschaft und die Erfolge des Radsportteams AG Insurance-Soudal in der Saison 2025.

## Mannschaft
| Teamkader 2025               | Teamkader 2025    | Teamkader 2025 | Teamkader 2025                                   |
| Name                         | Geburtsdatum      | Land           | Vorheriges Team                                  |
| ---------------------------- | ----------------- | -------------- | ------------------------------------------------ |
| Kimberley Le Court de Billot | 23. März 1996     | Mauritius      | Bizkaia-Durango (2016)                           |
| Fauve Bastiaenssen           | 22. Oktober 1997  | Belgien        | Lotto Dstny Ladies (2024)                        |
| Mireia Benito                | 30. Dezember 1996 | Spanien        | Massi Tactic (2022)                              |
| Leonie Bentveld              | 17. April 2004    | Niederlande    | Duolar-Chevalmeire (2023)                        |
| Julia Borgström              | 9. Juni 2001      | Schweden       | Team Rytger powered by Cykeltøj-Online.dk (2019) |
| Alana Castrique              | 8. Mai 1999       | Belgien        | Cofidis (2024)                                   |
| Lore De Schepper             | 12. November 2005 | Belgien        | AG Insurance-Soudal NXTG (2024)                  |
| Justine Ghekiere             | 14. Mai 1996      | Belgien        | Plantur-Pura (2022)                              |
| Sarah Gigante                | 6. Oktober 2000   | Australien     | Movistar Team (2023)                             |
| Marthe Goossens              | 4. Mai 2002       | Belgien        | Multum Accountants (2022)                        |
| Anya Louw                    | 16. Oktober 2000  | Australien     | ARA-Pro Racing Sunshine Coast (2021)             |
| Alexandra Manly              | 28. Februar 1996  | Australien     | Liv AlUla Jayco (2024)                           |
| Gaia Masetti                 | 26. Oktober 2001  | Italien        | Top Girls Fassa Bortolo (2021)                   |
| Ashleigh Moolman             | 9. Dezember 1985  | Südarfika      | SD Worx (2022)                                   |
| Ilse Pluimers                | 29. April 2002    | Niederlande    |                                                  |
| Nicole Steigenga             | 27. Januar 1998   | Niederlande    | Coop-Hitec Products (2022)                       |
| Julie Van de Velde           | 2. Juni 1993      | Belgien        | Fenix-Deceuninck (2023)                          |
| Gladys Verhulst-Wild         | 2. Januar 1997    | Frankreich     | FDJ-Suez (2024)                                  |
| Urška Žigart                 | 4. Dezember 1996  | Slowenien      | Liv AlUla Jayco (2024)                           |
|                              |                   |                |                                                  |
| Quelle: ProCyclingStats      |                   |                |                                                  |

## Siege
| Siege | Siege  | Siege | Siege  | Siege  | Siege |
| Datum | Rennen | Staat | Klasse | Sieger |       |
| ----- | ------ | ----- | ------ | ------ | ----- |

## UCI-Weltranglisten-Platzierungen
| UCI-Ranking | UCI-Ranking | UCI-Ranking | UCI-Ranking |
| Fahrer      | Fahrer      | Land        | Punkte      |
| ----------- | ----------- | ----------- | ----------- |